# 花茎草科
花茎草科（学名：Francoaceae）是被子植物蔷薇类无患子目的一个科，只有两属—花茎草属和Tetilla属，每属都只包括一个唯一种，都是原生于智利山区的特有种，花茎草可以长到一米高，是多年生草本植物，粉色有红色斑点的小花在夏季开放，聚合成总状花序，已经被许多地方引种为栽培观赏植物。
1981年的克朗奎斯特分类法将花茎草科作为一个亚科列入虎耳草科，1998年根据基因亲缘关系分类的APG 分类法将其单独列为一个科，属于牻牛儿苗目，2003年经过修订的APG II 分类法认为可以选择性地和蜜花科合并。